# Rhyolite Head
Das Rhyolite Head ist eine Landspitze von King George Island in den Südlichen Shetlandinseln. Am Ufer der Admiralty Bay liegt sie zwischen der Cardozo Cove und der Goulden Cove, den beiden Seitenarmen des Ezcurra-Fjords. Der Barrel Point bildet ihren östlichen Ausläufer.
Der British Antarctic Survey führte hier zwischen 1975 und 1976 geologische Untersuchungen durch. Namensgebend sind großräumige Intrusionen von Rhyolith im Gestein der Landspitze.